# عائلة روزفلت

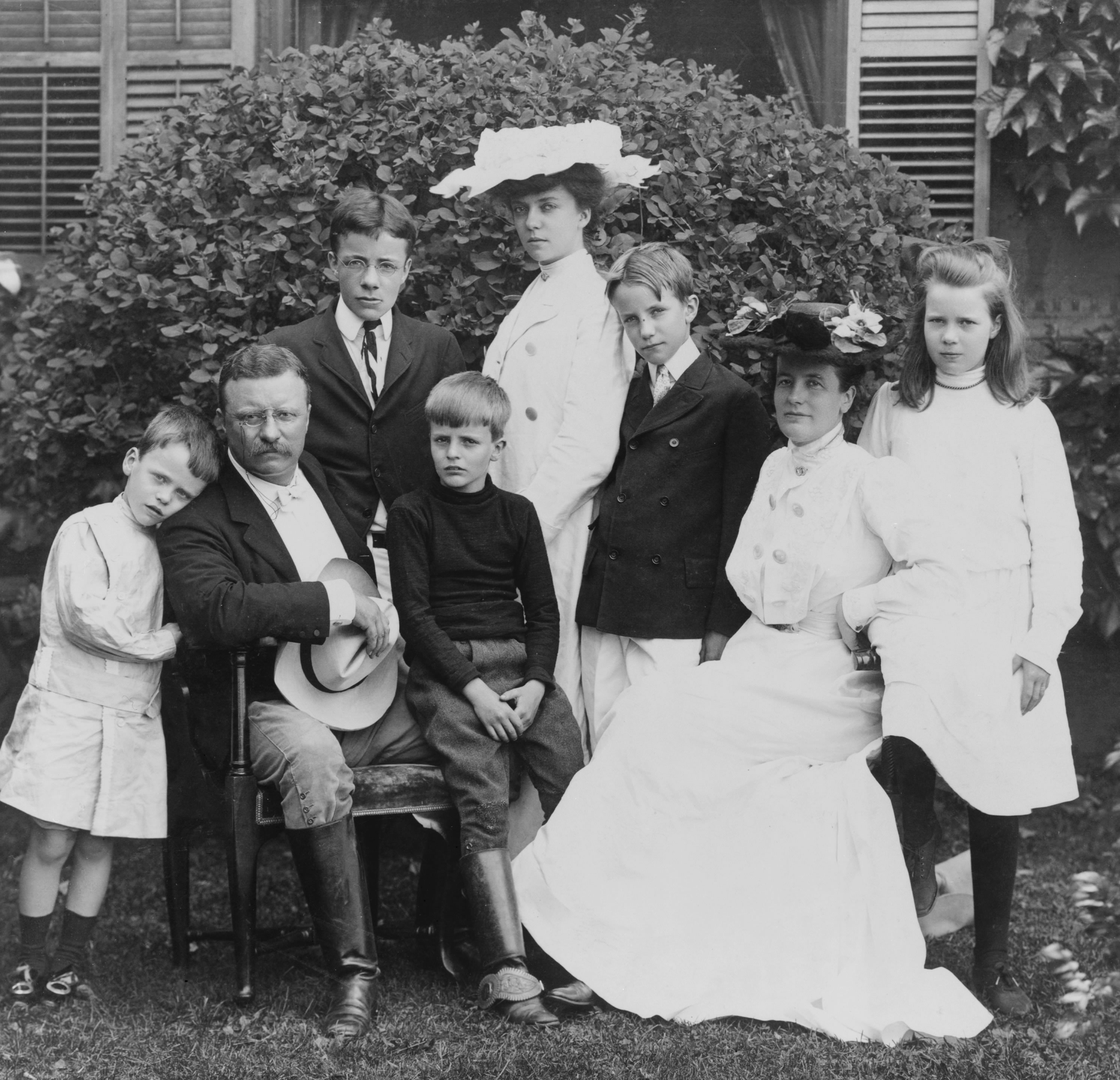
أسرة ثيودور روزفلت سنة 1903.

عائلة روزفلت هي أسرة عملت في الأعمال التجارية والسياسية الأمريكية؛ ووصل عدد من أعضائها إلى منصب رؤساء الولايات المتحدة وهم ثيودور روزفلت وفرانكلين روزفلت، وكذلك السيدة الأولى اليانور روزفلت. تعود أصول الأسرة إلى هولندا.